# Cylisticus inferus
Cylisticus inferus là một loài chân đều trong họ Cylisticidae. Loài này được miêu tả khoa học năm 1917 bởi Verhoeff.